# Дети минут
«Дети минут» — песня на стихи Виктора Цоя. Исполнялась группой «Ю-Питер» с музыкой Вячеслава Бутусова, стилизованной под группу «Кино». Вошла в альбом «Цветы и тернии», выпущенный 3 декабря 2010 года.
В 2008 году вышел трёхсерийный документальный фильм Александра Липницкого под названием «Еловая субмарина. Виктор Цой. Дети минут».

## История
Текст песни Виктор Цой написал предположительно в 1988 году. При жизни автора песня не исполнялась на публике, а текст был передан другу Цоя Александру Липницкому, который в то время играл на бас-гитаре в «Звуках Му».
Липницкий и до «Ю-Питера» передавал тексты музыкантам. 20 июня 1992 года песня была исполнена Алексеем Рыбиным (одним из основателей группы «Кино») и группой «Атас» на концерте, посвящённом памяти Виктора Цоя, но не получила распространения.
К двадцатилетию со дня смерти музыканта Рашид Нугманов задумал снять «ремикс» своего фильма «Игла» 1988 года, главную роль в котором исполнил Виктор Цой. Узнав об этом, Липницкий передал режиссёру копию текста. Нугманов, в свою очередь, обратился к Вячеславу Бутусову, основателю групп «Наутилус Помпилиус» и «Ю-Питер». Тот написал музыку, а гитарные партии исполнил Юрий Каспарян, гитарист «Кино» и «Ю-Питера».
Премьера песни состоялась 11 июня 2010 года в программе «Чартова дюжина» на «Нашем радио». Наибольшим достижением стала вторая строчка этого хит-парада.

## Версии
«Дети минут» были первой песней, записанной для альбома «Цветы и тернии». Это было связано с её использованием в фильме Рашида Нугманова «Игла Remix». В картине используется только минусовка песни, хотя в саундтрек к фильму вошла полная версия. В альбоме «Ю-Питера» она имеет название «„Дети минут“ (электро)».
Совместно с электрической версией была издана акустическая, получившаяся на 27 секунд короче (4:26) из-за отсутствия гитарных соло Юрия Каспаряна. Вот что об этом сказал поэт Александр Логинов, написавший тексты к большинству песен с «Цветов и терний»:

Акустическая версия песни «Дети минут» получилась акварельно воздушной и хрупкой. Однако камерная легкокрылость отнюдь не лишила песню убедительности, внутренней мощи и энергетики. В итоге электрическую и акустическую версии, как мне кажется, можно вполне рассматривать как два самоценных и самостоятельных произведения.

Рашид Нугманов также выступил режиссёром клипа на песню «Дети минут», который был впервые показан на фестивале «Рок над Волгой» 12 июня 2010 года.

## Отсылки в песне
В тексте песни содержатся отсылки на других членов Ленинградского рок-клуба: группы «Телевизор», «Аквариум», «Ноль», «Алиса». В частности, текст «Детей минут» начинается со стиха «Один любит рок, другой любит сок». Это неявная цитата к песне группы «Адо» «Пассажир» из альбома «Ночной суп» (февраль 1988): «Любимый напиток – сок, // Любимая музыка – рок...». У «Адо» эти пристрастия соответствуют одному и тому же объекту, тогда как Цой их противопоставляет.  Если учесть, что песня написана в конце 1980-х, то этот фрагмент может указывать на раскол между роком и поп-музыкой, резко обозначившийся во вкусах публики в этот период.
По утверждению Александра Липницкого, Цой решил не выпускать песню, чтобы не обидеть своих товарищей из-за отсылок.